# Барио де ла Круз (Сан Хуан Какаватепек)
Барио де ла Круз (шп. Barrio de la Cruz) насеље је у Мексику у савезној држави Оахака у општини Сан Хуан Какаватепек. Насеље се налази на надморској висини од 360 м.

## Становништво
Према подацима из 2005. године у насељу је живело 10 становника.

### Хронологија
| Година       | 2005 |
| ------------ | ---- |
| Становништво | 10   |

### Попис
| # | Индикатор                        | Вредност |
| - | -------------------------------- | -------- |
| 1 | Укупно појединачних домаћинстава | 1        |